# Дикі серцем (гурт)
Дикі Серцем — український рок-гурт.

## Історія гурту
Гурт був створений в 2009 році друзями Олегом Лациком та Василем Довгаником в українському місті Львові. Згодом до них приєдналися Роман Козак (перший вокаліст) та бас-гітарист Денис Чуйко. В цьому складі гурт встиг виступити на деяких концертах і навіть випустити декілька демо-записів, та вже у 2010 році гурт накопичував матеріал без вокаліста, та з бас-гітаристом Любомиром Ковчем. 2011 року фронтменом гурту стає новий вокаліст Роман Милян. В інтернеті та на радіостанція з’являються перші студійні записи. 
Назву гурту запропонував Олег Лацик запозичити в Девіда Лінча з однойменного фільму «Wild at Heart». На думку учасників, ця історія близько описує переживання, які висвітлюються в музиці гурту. 
Продовживши працювати самотужки, гурт випускає свій перший радіосинг «Любив, любитиму», який одразу попадає в 20-ку найкращих композицій за версією ФДР ROCK TOP 20.
Наступним успіхом гурту став саундтрек до короткометражного фільму «Доторкнись і побач». На пісню «Життя у казці» був знятий відеокліп і вона увійшла до дебютного альбому гурту «Без зайвих слів».
Презентація дебютного альбому відбулась 1 грудня 2013 року. В презентації допомагали співак В’ячеслав Сінчук, гурти К402 та Механічний Апельсин. З останніми гурт випустив спільний сингл на початку 2014 року під назвою «А мені одного треба».
На сьогоднішній день гурт став переможцем фестивалю «Сьома струна» (2013), дипломантом фестивалю впертого духу «Тарас Бульба 2013», учасником головної сцени до Євро 2012, учасником знаменитих українських фестивалів, таких як «Захід», «Підкамінь», «Руйнація», «Дні добросусідства», «KIA Fan Fest» «Шаян», «Октоберфест», та порадував багато українських міст на святкуваннях їх днів народжень.
2015 р. - гурт покидають засновники і передають проєкт в руки Романа Миляна та Сергія Ляшука. Цього ж року вийшла пісня "Ти моя історія"
В 2017 році вийшов ще один трек спільно з Олегом Лациком під назвою "Далі куди" та "Запам'ятай цю мить"
2020 рік - після довгої паузи Дикі Серцем випускають пісню "Найкращі миті"

## Склад гурту
- Роман Милян — вокал, слова, гітара
- Сергій Ляшук — бас-гітара, гітара, саунд продюсер

## Фан-клуб
У 2012 році був створений офіційний фан-клуб гурту, яким керує Василина Вуїк.